# 카날레토
지오반니 안토니오 카날(Giovanni Antonio Canal, 1697년 10월 18일~1768년 4월 19일)은 이탈리아의 화가이다. 베네치아 출신으로 풍경화의 대가였던 그는 카날레토(이탈리아어: Canaletto)로 더 잘 알려져있다.
베네치아, 로마, 런던의 도시 풍경 또는 베두타를 그린 화가였으며 카프리치 등 상상의 풍경도 그렸지만 그의 작품에서 현실과 상상의 경계가 명확하게 구분되지는 않았다. 그는 에칭 기법을 사용한 중요한 판화가 이기도 했다. 1746년에서 1756년 사이에 그는 잉글랜드에서 활동하면서 런던과 워릭성, 알닉성을 포함한 다른 장소의 많은 풍경을 그렸다.

## 생애
그는 화가의 아들로 베네치아에서 태어났다. 카날레토는 아버지와 형에게서 연극 무대 화가의 견습생으로 일했다. 1718년에 그는 비발디의 오페라 세트 디자인에 이미 참여했으며 로마로 여행을 떠났다. 로마에 있는 동안 그는 작곡가 알레산드로 스카를라티의 두 오페라를 위한 배경을 제작하면서 아버지와 함께 작업했으며 이 두 오페라는 1720년 카니발 시즌 동안 공연되었다. 카날레토는 로마의 조반니 파올로 파니니에게 영감을 받아 도시와 사람들의 일상 생활을 그리기 시작했다.
카날레토의 초기 작품 대부분은 "자연에서" 그렸는데, 당시 스튜디오에서 그림을 완성하던 관습과 달랐다. 그의 후기 작품 중 일부는 멀리 있는 인물이 색깔 덩어리로 그려지는 경향에서 알 수 있듯이 이 관습으로 되돌아간다. 이는 아마도 카메라 옵스쿠라를 사용하여 멀리 있는 물체를 흐리게 표현함으로써 나타난 효과일 것이다. 또한 그의 그림은 항상 정확성으로 유명하며, 그 중 하나가 베니스가 물과 얼음 속으로 잠기는 계절을 기록한 것이다. 특히, 그가 정확한 관점을 사용하는 모습 때문에 과거 전문가들은 그의 그림 속 세부 묘사 대부분이 카메라 옵스쿠라에서 이미지를 추적하여 이루어졌다고 믿게 되었다. 그가 카메라 옵스쿠라를 소유했다는 사실은 알려져 있지만 오늘날 많은 전문가들은 그가 실제로 그림을 준비하기 위해 정확한 사실적 추적에 사용하기보다는 카메라 옵스쿠라에서 영감을 받았을 것이라고 생각한다.
그의 그림들 중 다수는 그랜드 투어를 떠난 영국인들에게 판매되었다. 1720년대 후반에 관광객과 도시를 방문하는 외국인 관광객에게 상업적으로 어필할 수 있는 베니스의 작은 지형 풍경을 그리도록 예술가를 독려한 사람은 바로 스위니였다. 1728년 이전 어느 때, 카날레토는 베니스에 사는 영국 사업가이자 수집가인 스미스와 교류를 시작했다. 스미스는 1744년에 베니스의 영국 영사로 임명되었다. 스미스는 나중에 이 예술가의 주요 대리인이자 후원자가 되어 카날레토로부터 거의 50점의 그림, 150점의 드로잉, 15점의 희귀한 에칭을 인수했다. 카날레토는 이 예술가의 작품 중 가장 크고 훌륭한 단일 그룹이었으며 1763년에 이를 조지 3세에게 매각했다.
1740년대에 오스트리아 왕위 계승 전쟁으로 인해 베네치아를 방문하는 영국인 관광객 수가 줄어들면서 수익이 충분하지 않았고 1746년 카날레토는 시장에 더 가까이 있기 위해 런던으로 이사했다.
베네치아로 돌아온 뒤, 카날레토는 1763년 베네치아 아카데미 회원으로 선출되었다. 그는 1768년 사망할 때까지 계속해서 그림을 그렸다. 그는 생애 후반에 오래된 스케치를 참고해 작업하는 경우가 많았지만, 때로는 놀라운 새로운 작품을 탄생시키기도 했다. 그는 예술적 효과를 위해 지형을 미묘하게 변화하려 하기도 했다.